# La Valse renversante
Pour plus de détails, voir Fiche technique et Distribution.
La Valse renversante connu également sous le titre Les Danseurs obsédants est un film muet français réalisé par Georges Monca, sorti en 1912.

## Fiche technique
- Titre : La Valse renversante
- Titre alternatif : Les Danseurs obsédants
- Réalisation : Georges Monca
- Scénario :
- Photographie :
- Montage :
- Musique : Fernand Le Borne
- Société de production : Société cinématographique des auteurs et gens de lettres (S.C.A.G.L)
- Société de distribution : Pathé Frères
- Pays d'origine :  France
- Langue : film muet avec les intertitres en français
- Métrage : 160 mètres
- Format : Noir et blanc — 35 mm — 1,33:1 — Muet
- Genre :  Comédie
- Durée : 5 minutes 20
- Dates de sortie : 
  -  France : 6 septembre 1912

## Distribution
- Mistinguett : Mademoiselle Lolo
- Maurice Chevalier : Grégoire